# Herminia kuwerti
Herminia kuwerti là một loài bướm đêm trong họ Noctuidae.